# Giewoncka Przełęcz
Giewoncka Przełęcz – znajdująca się na wysokości 1680 m n.p.m. przełęcz w masywie Giewontu pomiędzy Wielkim Giewontem (1894 m n.p.m.) i Małym Giewontem (1728 m n.p.m.) w Tatrach Zachodnich. Jest to szeroka, skalisto-trawiasta przełęcz zbudowana z wapieni kredowych, na których leżą wapienie i dolomity środkowego triasu płaszczowiny Giewontu. Od jej północnej strony opada do Małej Dolinki wielki Żleb Kirkora. Cieszy się on złą sławą, ponieważ ginie w nim wielu turystów, którzy zbaczają ze szlaku celem skrócenia sobie drogi z Giewontu. Do 2003 r. zginęło w ten sposób ponad 20 osób. Południowe stoki spod przełęczy opadają do górnej części Doliny Małej Łąki.

## Szlaki turystyczne
– południowym stokiem, tuż poniżej Giewonckiej Przełęczy prowadzi czerwony szlak z Doliny Strążyskiej przez Przełęcz w Grzybowcu i Grzybowiec na Giewont.